# Le Sens des affaires
Pour plus de détails, voir Fiche technique et Distribution.
Le Sens des affaires est un film français réalisé par Guy-Philippe Bertin, sorti en 2000.

## Synopsis

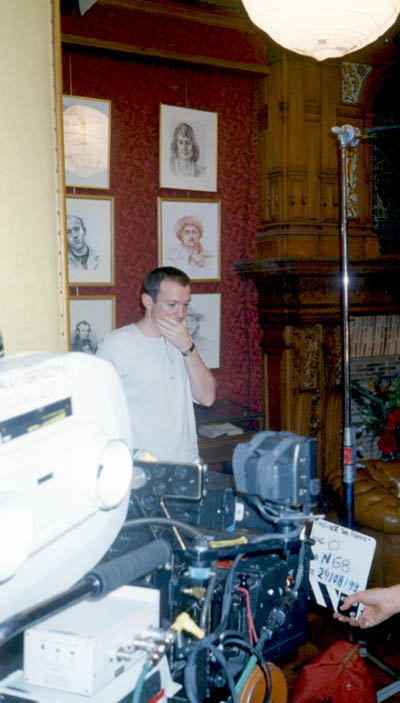
Photo de tournage

Pour séduire une femme, Dutillard, un informaticien dans une banque d'affaires, a détourné des fonds afin de réaliser un film dans lequel il lui a donné le premier rôle. Mise devant le fait accompli, la banque décide d'aller au bout du projet.

## Fiche technique
- Titre : Le Sens des affaires
- Réalisation : Guy-Philippe Bertin
- Scénario : Guy-Philippe Bertin
- Production : Tom Garrett, Christine Gozlan et Alain Sarde
- Sociétés de production : Canal+, Ciné Valse, Les Films Alain Sarde et Studio Image
- Musique : Nicolas Errèra
- Photographie : Carlo Varini
- Montage : Stéphanie Araud
- Décors : Claire Dague, Victoria Zyrianska (nom d’artiste Victoria Monte), artiste peintre, membre de l"MDA, a participé aux décors des scènes du film avec les dessins (fusain, crayon, sepia etc.)
- Costumes : Maël Le Gall
- Pays d'origine :  France
- Format : couleurs - 2,35:1 - DTS - 35 mm
- Genre : comédie
- Durée : 92 minutes
- Date de sortie : 23 août 2000 (France)

## Distribution
- Féodor Atkine : Jean-François de Roquemaurel
- Claire Keim : Laetitia Zoët
- Albert Delpy : Edouard
- Guy-Philippe Bertin : Dutillard
- Patrice Bornand : Patrice
- Dominique Compagnon : Lepetit
- Claude Koener : Claude
- François Levantal : Étienne Bac
- Philip Best : Stuart Dean
- Jacques Bryland : Jacques
- Armelle : Olga
- Anne-Sophie Capdet : la baigneuse

## Production
Le tournage s'est déroulé à Hollywood, Los Angeles, Londres, New York et Paris.